# 哈丁克斯费尔德-希森丹
哈丁克斯费尔德-希森丹（荷蘭語：Hardinxveld-Giessendam，荷蘭語：[ˌɦɑrdɪŋksfɛlt ˌxisə(n)ˈdɑm] ⓘ）是荷兰南荷兰省的一个市镇。2004年人口17,828。面积19.35 km²，其中2.44 km²为水域。

## 图集

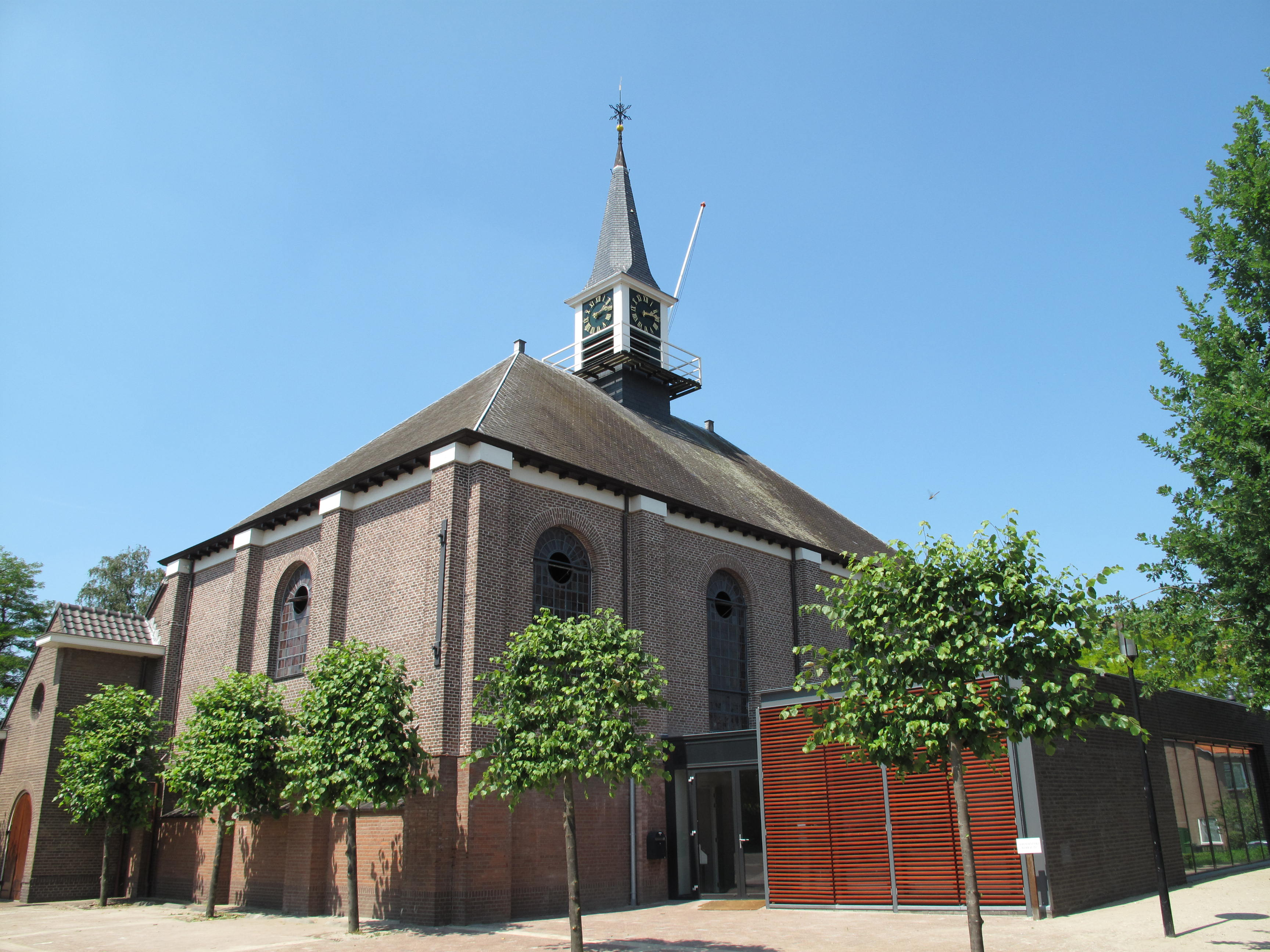
教堂
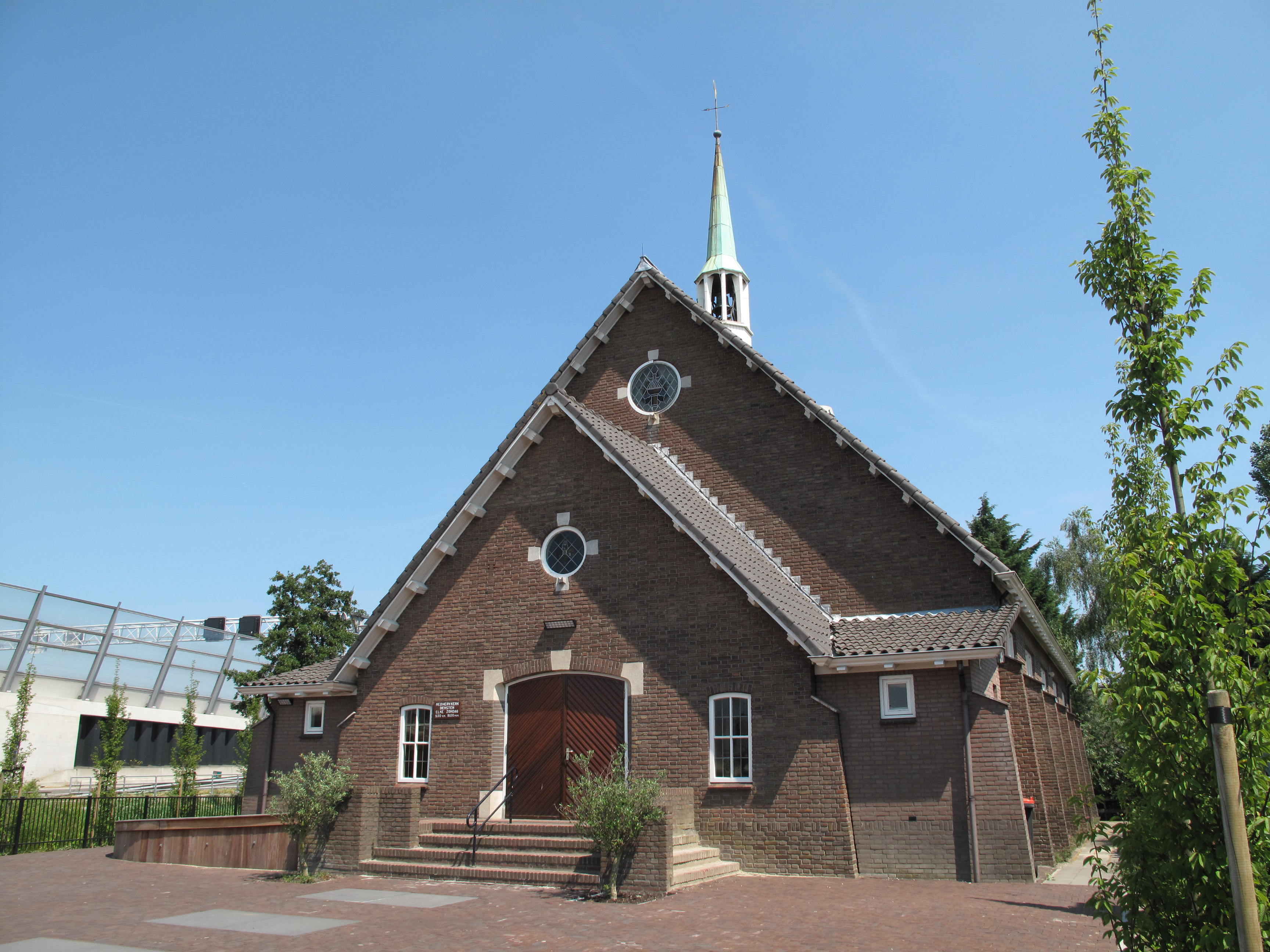
教堂
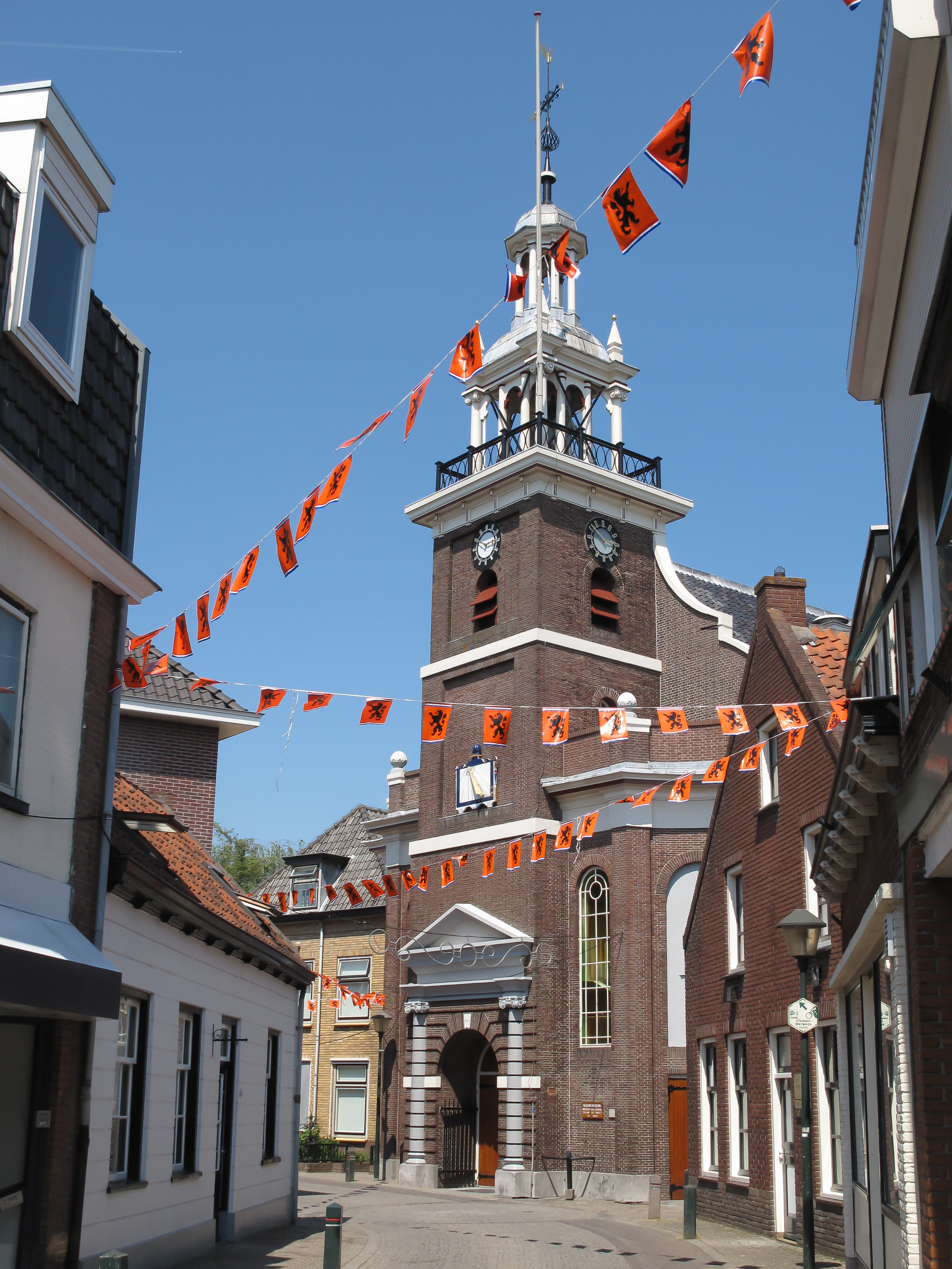
教堂
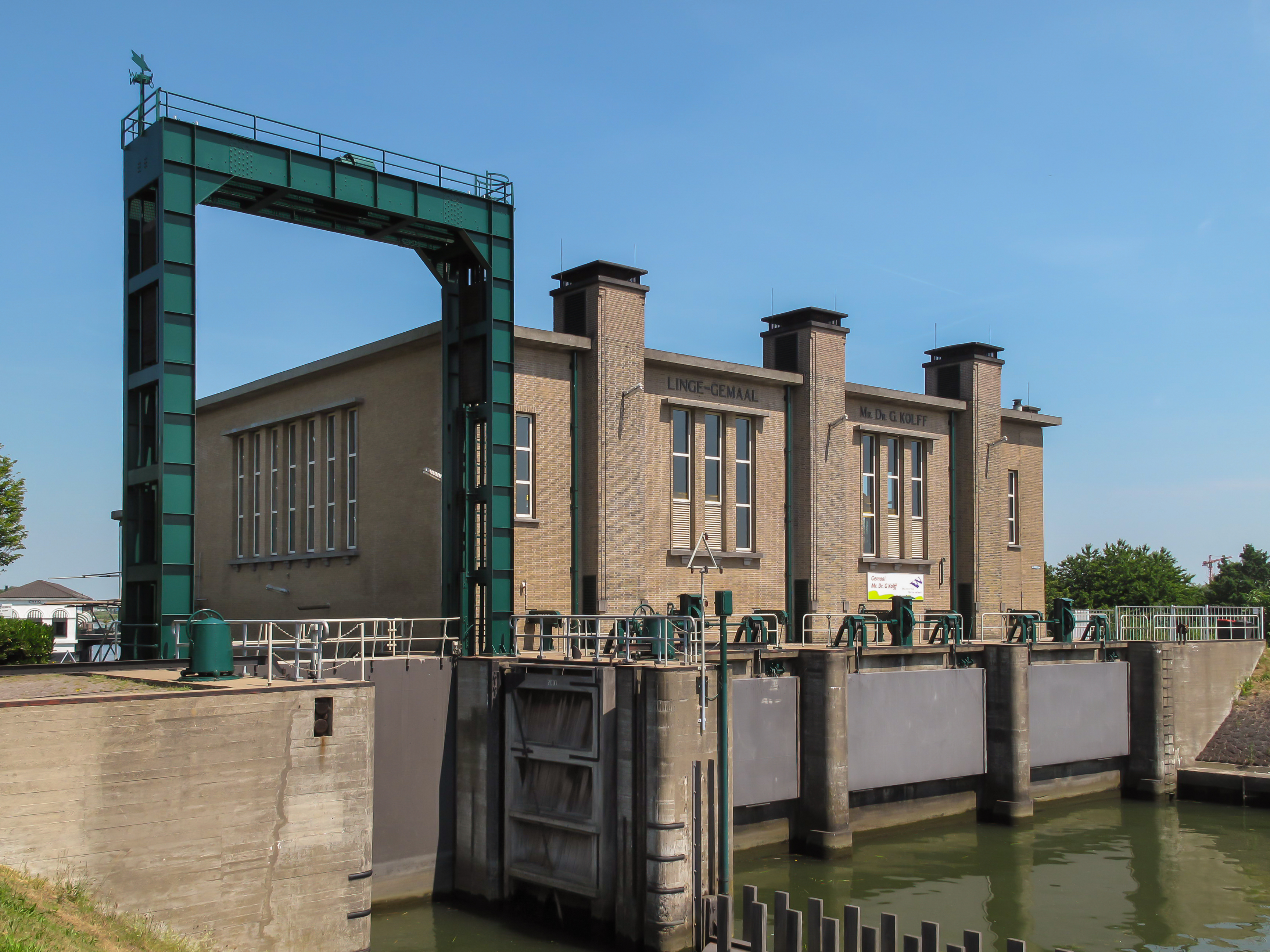
泵站